# جيري بينكني
جيري بينكني (بالإنجليزية: Jerry Pinkney)‏ (ولد في 22 ديسمبر من عام 1939)، هو رسام ومؤلف كتب أطفال أمريكي. رسم بينكني أكثر من 100 كتاب منذ عام 1964، بما في ذلك كتب مصورة وقصص وروايات غير خيالية. تتناول أعمال بينكني موضوعات متنوعة، وعادةً ما يستعمل فيها الألوان المائية. حصل بينكني على العديد من الجوائز لرسوماته ومساهماته في مجال أدب الأطفال.
حصل بينكني في عام 1994 على جائزة بوسطن غلوب- هورن بوك عن كتاب جون هينري، وحصل على خمس جوائز كوريتا سكوت كينغ عن رسوماته. حصل بينكني على ميدالية كالديكوت عن كتابه الأسد والفأر في عام 2010. نال كتاب مكان للهبوط: مارتن لوثر كينغ جونيور والخطاب الذي ألهم أمة الذي رسمه بينكني وكتبه باري ويتنستاين في عام 2019 جائزة أوربيس بيكتوس لعام 2020.
حصل بينكني على جائزة فرجينيا هاميلتون الأدبية من جامعة كينت ستيت في عام 2000، وحصل أيضًا على وسام جامعة ميسيسيبي الجنوبية لمساهماته البارزة في مجال أدب الأطفال في عام 2004. تلقى بينكني جائزة كوريتا سكوت كينغ- فرجينيا هاميلتون للإنجاز مدى الحياة في عام 2016.
أنشأ بينكني شراكات مع الخدمة البريدية للولايات المتحدة وإدارة المتنزهات الوطنية ومجلة ناشونال جيوغرافيك للرسم لهم. ظهر فن بينكني أيضًا في العديد من المعارض.

## سيرته

### نشأته
ولد بينكني في منطقة جيرمانتاون في مدينة فيلادلفيا في 22 ديسمبر من عام 1939، لوالديه ويلي ماي وجيمس بينكني. كان بينكني الطفل الأوسط ضمن العائلة المكونة من خمسة أشقاء. عانى بينكني في المدرسة بسبب عسر القراءة، لكنه تفوق في الرسم منذ صغر سنه. شجعته والدته عندما كان شابًا على تطوير مهاراته من خلال تسجيله في دروس الفن، ولكن لم يعتبر والد بينكني الفن مهنةً مستدامةً إلا بعد بلوغ بينكني.

### مسيرته المهنية
عمل بينكني في بداية مراهقته في كشك لبيع الصحف المحلية، حيث أمضى وقته في رسم حياة المدينة. لفتت موهبة بينكني انتباه زبون الكشك ورسام الكاريكاتير جون ليني، الذي عمل على قصص هنري المصورة. عمل ليني على تعليم بينكني كيفية استعمال الفن لأغراض تجارية.
ارتاد بينكني ثانوية موريل دوبينز للتعليم المهني والفني والتقى بغلوريا جان بينكني –التي تزوجها لاحقًا- خلال هذه الفترة. تخرج بينكني من موريل دوبينز في عام 1957 وحصل على منحة دراسية كاملة في كلية متحف فيلادلفيا للفنون (التي تُعرف اليوم بجامعة الفنون في فيلادلفيا). ارتاد بينكني كلية فيلادلفيا للفنون لبضع سنوات فقط، قبل أن يغادر لإنشاء عائلة مع زوجته غلوريا.
بدأ بينكني في العمل في شركة ذا رست كرافت غريتينغ كارد في ديدام في ماساتشوستس في عام 1960. عمل بينكني في وقت لاحق في استوديو باركر- بلاك، حيث رسم أول كتاب مصور له بالتعاون مع جويس كوبر أركرست بعنوان مغامرات عنكبوت: حكايات شعبية من غرب أفريقيا (1964). افتتح بعد ذلك بعدة سنوات مرسم المشكال مع فنانَين آخرين. افتتح بينكني مرسمه المستقل -مراسم جيري بينكني- في عام 1968.
عمل بينكني على سلسلة طوابع الإرث الأسود لصالح الخدمة البريدية للولايات المتحدة خلال سبعينيات القرن العشرين. بدأ بينكني بالحصول على تقدير إضافي عن أعماله في ثمانينيات القرن العشرين، إذ حصل على جائزة كوريتا سكوت كينغ عن كتاب ميراندي آند برذر ويند المصور (1989) الذي رسمه بالتعاون مع المؤلفة باتريشيا ماكيساك. تعاون بينكني أيضًا مع مجلة ناشونال جيوغرافيك وإدارة المتنزهات الوطنية للعمل على موضوع السكك الحديدية تحت الأرض.
عمل بينكني أيضًا مدرسًا، إذ درس في الكليات والجامعات مثل جامعة ديلاوير، ومعهد برات في بروكلين في نيويورك، وجامعة بوفالو في بوفالو، نيويورك.